# Ілля Скоропадський
Ілля́ Федорович Скоропа́дський (? — ?) — український військовий діяч 17 століття. Представник роду Скоропадських. Син патріарха роду Федора Скоропадського. Народився в Умані. Учасник Хмельниччини. Разом із батьком воював у битві на Жовтих Водах. Був одружений з княжною Чорторийською, від якої мав трьох синів — Івана, Василя та Павла. За родинною легендою займав уряд генерального референдарія Правобережної України. В першоджерелах Ілля не згадується, а посада, згадана в легенді, не існувала в Гетьманщині. 